# Antiochis di Tlos
Antiochis di Tlos (fl. I secolo) è stata un medico romano.
Antiochis di Tlos fu una medica romana vissuta nel I secolo a.C. o d.C.  Grazie alla sua pratica medica, guadagnò notorietà tra i cittadini e i politici di tutta la regione della Licia.

## Attività
Antiochis era la figlia di Diodoto di Tlo. Antiochis di Tlos probabilmente ricevette la sua formazione lavorando accanto al padre, che è forse lo stesso famoso Diodoto menzionato nel trattato Materia Medica di Dioscoride. Un apprendistato di questo tipo era comune a coloro che non potevano frequentare una delle rinomate scuole mediche dell'epoca. 
Sebbene abbia iniziato a praticare la medicina sotto la guida del padre, Antiochis si è poi dedicata alla professione individuale, dove accumulò maggiori competenze e conoscenze in autonomia. Le sue abilità mediche erano indicate come τὴν ὶατρικὴν τέχνην ὲνπειρία, il che indicativa che esercitava la medicina nel solco della tradizione ippocratica.
A differenza di molte altre donne medico, Antiochis non era un'ostetrica che si occupava principalmente del parto. Inoltre, non si concentrò solo sulle malattie, ma curò anche patologie che affliggevano pazienti sia uomini che donne. Questo insolito bacino di pazienti potrebbe essere esistito se Antiochis avesse effettuato visite domiciliari, che avevano maggiori probabilità di facilitare il trattamento di entrambi i sessi.

## Monumento
Nel 1892 una spedizione austriaca trovò un antico piedistallo in Licia. La statua corrispondente era nel frattempo scomparsa, ma sulle rovine era rimasta un'iscrizione, che risaliva all'epoca di Antiochia. L'iscrizione riporta il testo:
Ἀντιοχὶς Διοδότου̣ Τλωὶς μαρτυρηθεῖσα ὑπὸ τῆς Τλωέων βουλῆς καὶ τοῦ δήμου ἐπὶ τῇ περὶ τὴν ἰατρικὴν τέχνην ἐνπειρίᾳ ἔστησεν τὸν ἀνδριάντα ἑαυτῆς’
Questo testo si può tradurre: "Antiochis di Tlos, figlia di Diodoto, commendata dal consiglio e dal popolo di Tlos per la sua esperienza nell'arte medica, ha eretto questa statua di se stessa".
Questa testimonianza implica che Antiochis aveva ricevuto un encomio ufficiale dal consiglio comunale di Tlos, un riconoscimento concesso attraverso il voto del consiglio. Tale popolarità corrisponde ad una reputazione urbana e ad una rilevante attività medica. Il riferimento alle sue competenze mediche è indicativo di una conoscenza approfondita derivante dall'esperienza teorica e pratica. Il linguaggio dell'iscrizione potrebbe significare che Antiochis ricopriva la posizione ufficiale di medico della città (come evidenziato dalle somiglianze con le iscrizioni di altri medici cittadini, come ad esempio Moschus Bellerophonteus). Tali medici erano assunti dal consiglio della città, ricevevano uno stipendio e avevano la responsabilità di alcuni doveri pubblici. Il fatto che sia stata lei stessa a erigere la statua significa che Antiochis disponeva di grandi fondi e, inoltre, intendeva rendere pubblici i propri successi (forse da intendere come una nota tangibile sul cambiamento culturale associato a una dottoressa di successo). Anche se la statua è andata perduta (trovare un'immagine dell'iscrizione sulle rovine è una sfida), l'iscrizione indica che in origine era collocata una raffigurazione della stessa Antiochia.

## Riconoscimenti di Antiochis
Non solo Antiochis veniva tenuta in grande considerazione dalla sua città, ma la sua reputazione si espanse in tutto il mondo e ben più a lungo dopo la sua morte. Infatti, importanti autori di testi medici e chirurghi  la consideravano un'autorità nel suo lavoro e nei suoi trattamenti. L'autorità in materia di malattie Asclepiade di Pharkmakion citò infatti alcuni dei suoi rimedi. Eraclide di Taranto le dedicò uno dei suoi libri sulla preparazione e la sperimentazione dei farmaci. Galeno le attribuisce miscele curative per le malattie della milza, l'idropisia, la sciatica e l'artrite. In queste ultime testimonianze, vi è la prova che Antiochia aveva persone che lavoravano direttamente per lei.